# Traktat o przestrzeni kosmicznej
Układ o zasadach działalności państw w zakresie badań i użytkowania przestrzeni kosmicznej łącznie z Księżycem i innymi ciałami niebieskimi, zwany też Traktatem o przestrzeni kosmicznej, został podpisany 27 stycznia 1967 r. przez przedstawicieli rządów Stanów Zjednoczonych, Wielkiej Brytanii i Związku Radzieckiego w stolicach tych trzech państw, stał się prawomocny 10 października 1967 r. zgodnie z art. 14 z chwilą złożenia dokumentów ratyfikacyjnych przez pięć rządów, w tym przez trzy rządy wyznaczone w Traktacie jako depozytariusze.
Językami autentycznymi są angielski, francuski, hiszpański, rosyjski i chiński, depozytariuszami rządy trzech państw założycielskich.
Zgodnie z wymogami jakie stawia Karta Narodów Zjednoczonych w art. 102 zarejestrowany przez Sekretariat ONZ 30 listopada 1967 r.
Na mocy Traktatu kraje będące jego sygnatariuszami zobowiązały się - między innymi - nie umieszczać broni nuklearnej bądź innej broni masowego rażenia na orbicie okołoziemskiej, na Księżycu ani gdziekolwiek indziej w przestrzeni kosmicznej. Według Traktatu Księżyc i inne ciała niebieskie mogą być wykorzystywane wyłącznie do celów pokojowych i jakiekolwiek próby broni, manewry wojskowe, instalacje wojskowe lub fortyfikacje są zabronione.
Potwierdzono zasadę niezawłaszczalności kosmosu oraz zasadę, że eksploracja i wykorzystanie przestrzeni kosmicznej powinny służyć dobru wszystkich państw. Układ nie określił co prawda dokładnej granicy między przestrzeniami powietrzną a kosmiczną, lecz mimo to ustanowił podstawy międzynarodowego prawa kosmicznego.
Stronami Traktatu jest 117 państw.